# اسپنسر فاکس
اسپنسر فاکس (انگلیسی: Spencer Fox؛ زادهٔ ۱۰ مهٔ ۱۹۹۳) هنرپیشه اهل ایالات متحده آمریکا است. از فیلم‌هایی که وی در آن نقش داشته است، می‌توان به شگفت‌انگیزان اشاره کرد.